# USS Aaron Ward (DD-483)
USS Aaron Ward (DD-483) là một tàu khu trục lớp Gleaves được Hải quân Hoa Kỳ chế tạo trong Chiến tranh Thế giới thứ hai. Nó đã tham gia trong Thế Chiến II tại Mặt trận Thái Bình Dương cho đến khi bị không kích đánh chìm tại Guadalcanal năm 1943. Nó là chiếc tàu chiến thứ hai của Hải quân Hoa Kỳ được đặt theo tên Chuẩn đô đốc Aaron Ward (1851-1918), người tham gia cuộc Chiến tranh Tây Ban Nha-Hoa Kỳ.

## Thiết kế và chế tạo
Aaron Ward được chế tạo tại xưởng tàu của hãng Federal Shipbuilding and Drydock Company ở Kearny, New Jersey. Nó được đặt lườn vào ngày 11 tháng 2 năm 1941; được hạ thủy vào ngày 22 tháng 11 năm 1941, và được đỡ đầu bởi cô Hilda Ward, con gái Chuẩn đô đốc Ward. Con tàu được cho nhập biên chế cùng Hải quân Hoa Kỳ vào ngày 4 tháng 3 năm 1942 dưới quyền chỉ huy của Trung tá Hải quân Orville F. Gregor.

## Lịch sử hoạt động

### 1942
Sau khi hoàn tất chạy thử máy ngoài khơi Casco Bay, Maine và hiệu chỉnh sau thử máy tại Xưởng hải quân New York, Aaron Ward lên đường đi sang khu vực Thái Bình Dương vào ngày 20 tháng 5 năm 1942, băng qua kênh đào Panama để đi đến San Diego, California. Ít lâu sau đó, đang khi Trận Midway được phát triển về phía Tây, nó được điều vào thành phần hộ tống cho Lực lượng Đặc nhiệm 1 dưới quyền Phó đô đốc William S. Pye, được xây dựng chung quanh bốn thiết giáp hạm và một tàu sân bay hộ tống, chiếc Long Island, khi lực lượng này lên đường tiến ra Thái Bình Dương “để hỗ trợ hoạt động chống lại đối phương nếu cần thiết”. Khi đi đến một điểm về phía Đông Bắc quần đảo Hawaii cách San Francisco, California khoảng 1.200 nmi (2.200 km), Long Island được cho tách ra khỏi lực lượng đặc nhiệm vào ngày 17 tháng 6, và Aaron Ward đã hộ tống nó quay trở lại San Diego.
Sau các hoạt động tại chỗ ngoài khơi vùng bờ Tây, Aaron Ward lên đường đi Hawaii vào ngày 30 tháng 6, rồi tiếp tục đi đến vùng quần đảo Tonga cùng Lực lượng Đặc nhiệm 18. Được phân nhiệm vụ hộ tống không lâu sau đó, nó bảo vệ cho chiếc tàu chở dầu Cimarron đi đến Nouméa. Trên đường đi, nó hai lần bắt được tính hiệu sonar nghi ngờ của tàu ngầm đối phương: một lần vào ngày 5 tháng 8, và một lần nữa vào ngày hôm sau. Tấn công vào mục tiêu nghi ngờ bằng mìn sâu, chiếc tàu khu trục tự nhận trong cả hai lần có thể đã đánh chìm tàu ngầm đối phương, nhưng những chiến công này không thể xác nhận bởi những tư liệu thu được sau chiến tranh. Được giao nhiệm vụ hộ tống cho lực lượng bảo vệ và tiếp liệu đến Guadalcanal, nó chứng kiến tàu sân bay Wasp bị trúng ngư lôi phóng tàu ngầm Nhật I-19 vào ngày 15 tháng 9.
Aaron Ward được giao một nhiệm vụ bắn phá bờ biển vào ngày 17 tháng 10. Nó đi đến ngoài khơi Lunga Roads, Guadalcanal chờ đợi một sĩ quan liên lạc Thủy quân Lục chiến, người sẽ chỉ điểm những mục tiêu đối phương trên bờ. Tuy nhiên, trước khi đón được vị khách lên tàu, nó phát hiện năm máy bay ném bom đối phương tiếp cận từ phía Tây. Chúng tấn công nhắm vào nó, nhưng lọt vào vùng hỏa lực phòng không của cả con tàu lẫn lực lượng Thủy quân Lục chiến trên bờ. Con tàu đã cơ động để né tránh; ba quả bom đã rơi cách đuôi tàu 100–300 yd (91–274 m). Lực lượng Thủy quân Lục chiến trên bờ đã bắn hạ được hai máy bay đối phương, và cùng với con tàu chia sẻ chiến công thứ ba. Sau khi trận chiến đã qua đi, chiếc tàu khu trục đón lên tàu Martin Clemens, nguyên đại diện lãnh sự Anh tại Guadalcanal, Thiếu tá Thủy quân Lục chiến C. M. Nees và Trung sĩ Thủy quân Lục chiến R. M. Howard, một nhà nhiếp ảnh; rồi nhanh chóng khởi hành đi đến khu vực mục tiêu trong vòng 40 phút. Trong ba giờ, Aaron Ward đã bắn phá các công sự, điểm đặt pháo và kho đạn của quân Nhật trên bờ. Khi quay trở lại Lunga Roads, nó tiễn những vị khách lên bờ, bước vào trực chiến do một lệnh báo động không kích nhưng đã không xảy ra, rồi rời eo biển Lengo để gia nhập trở lại lực lượng đặc nhiệm của nó.
Ba ngày sau, đang khi tiếp tục làm nhiệm vụ hộ tống vào ngày 20 tháng 10, Aaron Ward chứng kiến tàu tuần dương hạng nặng Chester trúng một quả ngư lôi phóng từ tàu ngầm Nhật I-176. Nó đi đến cứu giúp con tàu bị hư hại và thả một loạt mìn sâu vào kẻ tấn công, nhưng không mang lại kết quả. Nó hộ tống chiếc tàu tuần dương bị hư hại quay trở về Espiritu Santo. Mười ngày sau, nó tiến hành một đợt bắn phá khác xuống Guadalcanal, lần này cùng với tàu tuần dương hạng nhẹ Atlanta, soái hạm của Chuẩn đô đốc Norman Scott, và các tàu khu trục Benham, Fletcher và Lardner.
Đi đến ngoài khơi Lunga Point lúc 05 giờ 20 phút ngày 30 tháng 10, Atlanta đón lên tàu hai mươi phút sau đó một sĩ quan liên lạc được Thiếu tướng Alexander A. Vandegrift, Tư lệnh Sư đoàn 1 Thủy quân Lục chiến phái đến. Đi đến khu vực được chỉ định chỉ sau một giờ, Atlanta khai hỏa và được Aaron Ward tiếp nối không lâu sau đó; nó tiêu phí tổng cộng 711 quả đạn pháo 5 inch. Tạm dừng để điều tra một tín hiệu nghi ngờ tàu ngầm đối phương tại khu vực lân cận, nó sau đó rời đi.

#### Hải chiến Guadalcanal
Aaron Ward hộ tống các tàu vận tải chất dỡ binh lính và tiếp liệu ngoài khơi Guadalcanal trong các ngày 11-12 tháng 11, bắn rơi một máy bay đối phương và làm hư hại hai chiếc khác ngoài khơi Lunga Point trong ngày hôm sau. Phía Đồng Minh nhận được tin tức về một lực lượng tàu nổi Nhật Bản lớn được gửi đến để vô hiệu hóa các hoạt động không lực Đồng Minh xuất phát từ sân bay Henderson, cũng như hỗ trợ cho việc đổ bộ lực lượng tăng viện Nhật Bản lên đảo này. Trận Hải chiến Guadalcanal trở nên một cộc mốc lớn trong suốt Chiến dịch Guadalcanal.
Chiều tối ngày 12 tháng 11, Aaron Ward rút lui về phía Đông cùng với lực lượng đặc nhiệm của nó, bao gồm năm tàu tuần dương và tám tàu khu trục dưới quyền Chuẩn đô đốc Daniel J. Callaghan, hộ tống các tàu vận tải rút lui khỏi eo biển Đáy Sắt. Sau đó lực lượng quay mũi trở lại, băng qua eo biển Lengo. Lúc khoảng 01 giờ 25 phút ngày 13 tháng 11, các tàu chiến Mỹ có trang bị radar bắt được nhiều mục tiêu trên màn hình, chính là "Lực lượng Tấn công Tình nguyện" dưới quyền Chuẩn đô đốc Hiroaki Abe, bao gồm các thiết giáp hạm Hiei và Kirishima, tàu tuần dương hạng nhẹ Nagara cùng 14 tàu khu trục.
Aaron Ward dẫn đầu bốn tàu khu trục đi phía cuối đội hình của Callaghan, khai hỏa không lâu sau đó vào mục tiêu được cho là một thiết giáp hạm. Sau khi bắn được mười loạt pháo, nó phát hiện ra các tàu tuần dương dẫn trước đã đổi hướng, và hai quả ngư lôi đi sát cạnh nó. Một lúc sau, Barton bị nổ tung do trúng ngư lôi phóng từ tàu khu trục Nhật Amatsukaze. Tiếp tục tiến lên phía trước, Aaron Ward chuẩn bị phóng ngư lôi vào một mục tiêu bên mạn trái, nhưng đã không khai hỏa vì kịp nhận ra mục tiêu lại là tàu tuần dương San Francisco đang ở khoảng cách 1.500 yd (1,4 km). Trông thấy tàu khu trục Sterett đang hướng thẳng đến nó từ mạn trái, nó phải bẻ lái gấp sang mạn trái để tránh va chạm. Một lúc sau, nó nổ súng nhắm vào một tàu đối phương, bắn khoảng 25 loạt đạn pháo vào mục tiêu có thể là tàu khu trục Akatsuki khiến nó nổ tung và đắm với tổn thất toàn bộ thành viên thủy thủ đoàn. Đổi hướng để nhắm vào một mục tiêu khác trong sự lộn xộn, chiếc tàu khu trục né tránh được bốn loạt đạn pháo đối phương trước khi một quả đạn pháo Nhật đánh trúng bộ kiểm soát hỏa lực, buộc các khẩu pháo của nó phải điều kiển tại chỗ.
Trong những phút tiếp theo, Aaron Ward bị bắn trúng thêm tám phát trực tiếp, không thể phân biệt bạn và thù, và biết chắc đối phương đã nhận rõ kiểu dáng tàu khu trục Hoa Kỳ của nó, nên rời ra khu vực trống trải. Nó mất kiểm soát bánh lái lúc 02 giờ 25 phút, và chỉ đổi hướng bằng cách thay đổi vòng quay động cơ, nó rời sang mạn phải. Không còn phát súng nào được bắn lúc 02 giờ 30 phút, khi trận chiến rõ ràng đã kết thúc, con tàu chết đứng giữa biển lúc 02 giờ 35 phút, phòng động cơ phía trước bị ngập nước biển và không còn nước sạch cung cấp cho nồi hơi. Sử dụng bơm chạy xăng, thủy thủ đoàn bơm nước mặn vào nồi hơi và tái khởi động động cơ. Đến 05 giờ 00, nó di chuyển chậm về phía trước, băng qua eo biển Sealark; mười phút sau, các xuồng phóng lôi Hoa Kỳ tiếp cận, và nó ra tín hiệu cần hỗ trợ một tàu kéo từ Tulagi; nó chỉ có thể tiếp tục di chuyển chậm trong nữa giờ trước khi lại chết đứng giữa biển.
Ba mươi phút sau, Aaron Ward trông thấy chiếc thiết giáp hạm Nhật Bản Hiei di chuyển chầm chậm theo vòng tròn giữa Savo và quần đảo Florida. Cạnh đó, gần hơn về phía Guadalcanal, là Atlanta, Portland, Cushing và Monssen, tất cả đều bị hư hại, cả hai tàu khu trục đều đang cháy. Tàu khu trục Nhật Bản Yudachi hiện diện chỉ để chờ đợi Portland kết liễu đánh chìm nó.
Cảm thấy cấp bách do sự hiện diện của Hiei ở khoảng cách gần, Aaron Ward lại di chuyển trở lại được lúc 06 giờ 18 phút, và hai phút sau đã gặp gỡ chiếc tàu kéo Bobolink, vốn đi đến để kéo chiếc tàu khu trục. Trước khi nối được cáp, Hiei phát hiện ra Aaron Ward và khai hỏa các khẩu pháo hạng nặng của nó. Bốn loạt hai khẩu đã được bắn ra, loạt thứ ba suýt trúng vây quanh chiếc tàu khu trục hư hỏng. May mắn cho các con tàu Hoa Kỳ, những máy bay cất cánh từ sân bay Henderson bắt đầu tấn công chiếc thiết giáp hạm, thu hút sự chú ý của nó.
Aaron Ward lại bị mất động lực lúc 06 giờ 35 phút, nhưng nó được Bobolink kéo, bắt đầu di chuyển đến khu vực an toàn. Chiếc tàu kéo chuyển giao nhiệm vụ cho một tàu tuần tra địa phương lúc 06 giờ 50 phút, và chiếc tàu khu trục thả neo trong cảng Tulagi gần đảo Makambo lúc 08 giờ 30 phút. Chín phát đạn bắn trúng trực tiếp đã khiến 15 người tử trận và 57 người bị thương. Sau khi được sửa chữa tạm thời tại chỗ, nó lên đường đi Hawaii không lâu sau đó, đi đến Trân Châu Cảng vào ngày 20 tháng 12 để được sửa chữa triệt để.

### 1943
Aaron Ward gia nhập trở lại hạm đội vào ngày 6 tháng 2 năm 1943, tiếp nối hoạt động hộ tống không lâu sau đó. Trong một chuyến đi cùng một đoàn tàu vận tải nhỏ vào ngày 20 tháng 3, nó giúp đánh đuổi những máy bay đối phương tấn công. Ít lâu sau, vào ngày 7 tháng 4, nó hộ tống chiếc Ward cùng ba tàu đổ bộ LCT  từ đảo Russell đến Savo. Dự kiến đến nơi vào khoảng 14 giờ 00, nó đi trước với vận tốc 25 hải lý trên giờ (46 km/h) để bảo vệ phòng không cho Ward và ba chiếc LCT cho đến khi chúng đi đến Tulagi. Đến khoảng trưa, chiếc tàu khu trục được cảnh báo về một cuộc không kích đang diễn ra tại Guadalcanal. 

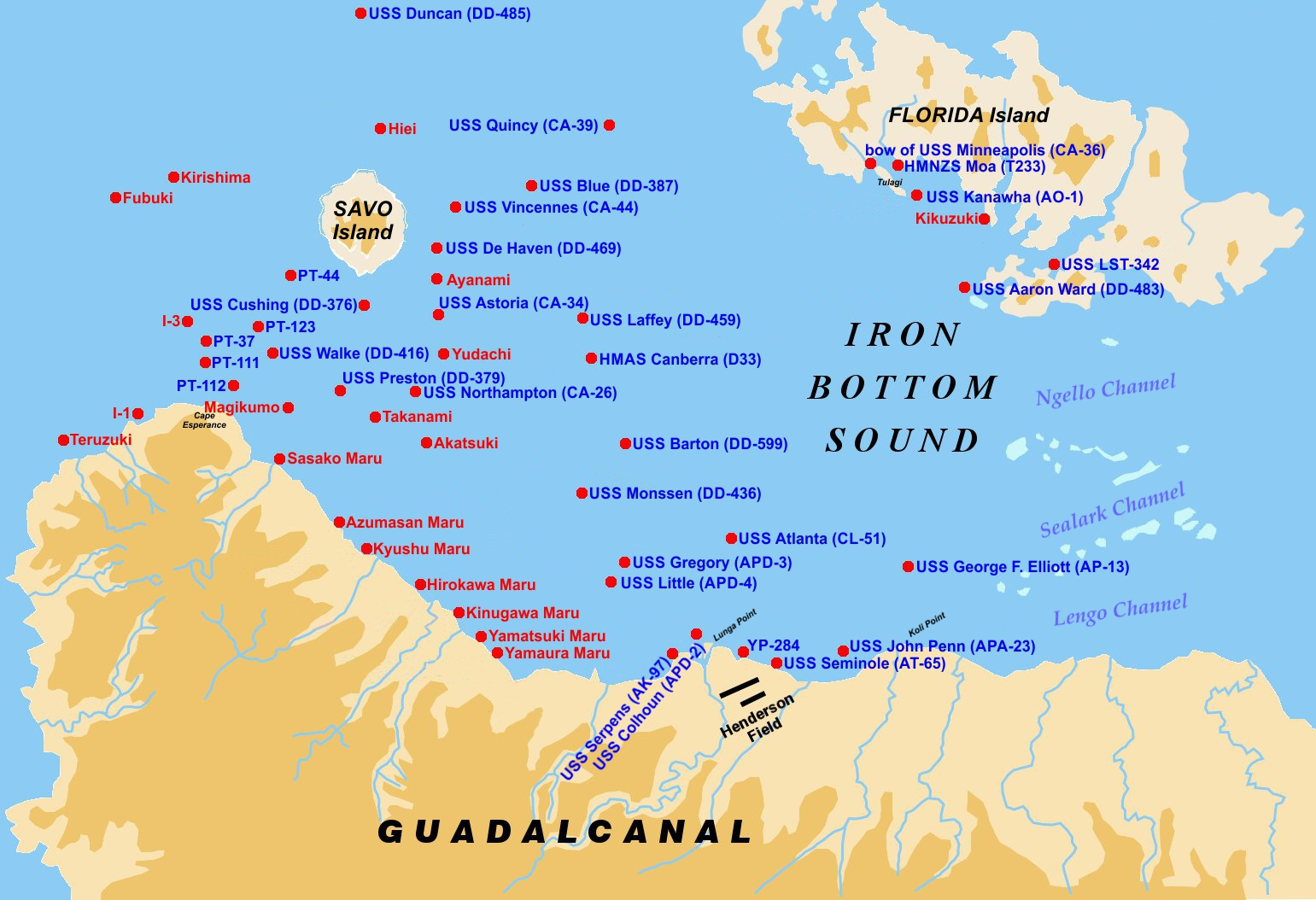
Vị trí đắm của Aaron Ward trong eo biển Đáy Sắt, ngoài khơi bờ biển phía Nam của đảo Florida.

Khi các con tàu gần tới đích đến, Aaron Ward được lệnh tách khỏi đoàn tàu để bảo vệ cho USS LST-449 ngoài khơi Togoma Point, Guadalcanal. Một trong những hành khách trên LST-449 vào lúc này là Trung úy Hải quân John F. Kennedy, vị Tổng thống tương lai của Hoa Kỳ. Gia nhập cùng chiếc LST lúc 14 giờ 19 phút, nó hướng dẫn chiếc tàu đổ bộ chạy zig-zag né tránh máy bay đối phương đang ở gần. Hạm trưởng của Aaron Ward, Thiếu tá Hải quân Frederick J. Becton, dự định rút lui về phía Đông qua eo biển Lengo, giống như các tàu vận tải và tàu hộ tống khác đang thực hiện sau khi có cảnh báo không kích tại Guadalcanal.

#### Bị đánh chìm
Trông thấy một trận không chiến bên trên đảo Savo, Aaron Ward theo dõi một tốp máy bay Nhật Bản hướng về phía Nam bên trên Tulagi. Đang khi bẻ lái sang mạn phải, nó bất ngờ phát hiện ba máy bay đối phương ló ra từ phía mặt trời. Lập tức bẻ lái trở lại sang mạn trái, nó tăng tốc hết mức đồng thời khai hỏa các khẩu pháo phòng không Oerlikon 20 mm và Bofors 40 mm, và sau đó bởi các khẩu pháo chính 5 inch/38 caliber. Tuy nhiên nó không thể ngăn chặn các máy bay của đợt tấn công thứ nhất ném ba quả bom trúng đích hoặc suýt trúng.
Quả thứ nhất suýt trúng ngay sát cạnh lườn tàu, xé toang một lổ hổng khiến phòng nồi hơi phía trước nhanh chóng bị ngập nước. Quả thứ hai đánh trúng phòng động cơ, khiến con tàu bị mất điện cung cấp đến các khẩu pháo 5 inch và 40 mm; tuy nhiên các pháo thủ đã chuyển sang vận hành tại chỗ và tiếp tục bắn vào những máy bay tấn công. Quả bom thứ ba nổ sát cạnh con tàu bên mạn trái, làm thủng một lổ bên mạn trái gần phòng động cơ phía sau. Bị mất điện điều khiển khiến kẹt bánh lái, con tàu tiếp tục chạy vòng qua mạn trái trong khi một đợt ba máy bay ném bom bổ nhào khác tiếp tục ném bom nhắm vào nó. Cho dù không có quả bom nào trúng đích trực tiếp, hai quả đã nổ sát mạn trái con tàu.
Bất chấp mọi cố gắng của thủy thủ đoàn và sự trợ giúp của các tàu quét mìn Ortolan (ASR-5) và Vireo (ATO-144), con tàu tiếp tục ngập nước, và khi những nỗ lực cứu Aaron Ward thất bại, Ortolan và Vireo tìm cách cho mắc cạn nó tại một bãi đá ngầm gần Tinete Point thuộc quần đảo Nggela. Tuy nhiên, đến 21 giờ 35 phút, Aaron Ward đắm với đuôi chìm trước tại tọa độ 9°10′30″N 160°12′0″Đ / 9,175°N 160,2°Đ, ở độ sâu 40 sải (73 m), chỉ cách bãi đá ngầm 600 yd (550 m). Hai mười người trong số thủy thủ đoàn của Aaron Ward đã tử trận, 59 người bị thương và thêm bảy người khác mất tích.

## Tái khám phá
Các thợ lặn đã tìm được xác tàu đắm của Aaron Ward vào ngày 4 tháng 9 năm 1994. Chuyến lặn đầu tiên để khám phá xác tàu diễn ra vào ngày 25 tháng 9 năm 1994. Độ sâu của xác tàu khiến các thợ lặn chỉ duy trì được khoảng 15 phút trước khi phải trở lên mặt nước.

## Phần thưởng
Aaron Ward được tặng thưởng bốn Ngôi sao Chiến trận do thành tích phục vụ trong Thế Chiến II.